# (118378) 1999 HT11
(118378) 1999 HT11 est un objet transneptunien en résonance 4:7 avec Neptune.

## Caractéristiques
1999 HT11 mesure environ 146 km de diamètre.

## Orbite
L'orbite de 1999 HT11 possède un demi-grand axe de 43,587 ua et une période orbitale d'environ 288 ans. Son périhélie l'amène à 38,712 ua du Soleil et son aphélie l'en éloigne de 48,463 ua. Il possède une résonance 4:7 avec Neptune.

## Découverte
1999 HT11 a été découvert le 17 avril 1999.